# كيث دونوهيو (روائي)
كيث دونوهيو (بالإنجليزية: Keith Donohue)‏ (1959، بيتسبرغ في الولايات المتحدة)؛ كاتِب ومؤلِّف وروائي أمريكي.